# Hoch Österreich!
Hoch Österreich!, op. 371, är en marsch av Johann Strauss den yngre. Den spelades första gången den 25 juni 1875 (orkesterversionen) i Volksgarten i Wien. Datum och ort för uruppförandet av körversionen är okänt.

## Historia
Efter den stora framgången med sin tredje operett Läderlappen fick Johann Strauss rådet från vänner och journalister att nästa gång välja ett ämne som utspelades i hemstaden Wien. Librettisterna Camillo Walzel och Richard Genée utgick från en påstådd händelse som ägde rum i Wien 1783 vid 100-årsfirandet av stadens befrielse från turkarna: den italienske äventyraren och ockultisten Alessandro Cagliostro besökte Wien och duperade hela staden med sina bedrägliga tricks. Men det goda samarbetet mellan text och musik, som hade varit så påtaglig i Läderlappen, saknades nu helt. Premiären av Cagliostro in Wien, som ägde rum på Theater an der Wien den 27 februari 1875, blev visserligen en stor framgång men operetten framfördes endast 56 gånger. 
Journalisten Ludwig Speidel skrev i Fremden-Blatt den 2 mars 1875: "När det rätta krävs av Johann Strauss kan man spåra hans genidrag". Sådana "genidrag" märks i de sex separata orkesterverk som Strauss arrangerade utifrån musik från operetten då de alla har överlevt operetten och framförs regelbundet. Richard Genée skrev även text till den marsch för kör och orkester som var ett av dessa orkesterverk. Titeln kommer även från texten: "Recht in Freud und Lust/Aus der vollen Brust/Klingt der Ruf: 'Hoch Österreich!'/Wo er schallet/Wider hallet/Weckt er Echo donnergleich". Musiken kommer från akt I, men ett tema i trio-delen återfinns inte i klaverutdraget och kan ha tagits bort under repetitionerna. Det kan också ha komponerats av Strauss enkom för marschen. Körverket kan ha sjungits vid premiären av Cagliostro in Wien och då framfört av orkestern tillsammans med operettkören. Detta framgår dock inte av recensionerna. Den publicerade versionen för manskör och orkester fanns att tillgå först i oktober 1875.
Den rena orkesterversionen framfördes av Eduard Strauss och Capelle Strauss den 25 juni 1875 i Volksgarten.

## Om marschen
Speltiden är ca 2 minuter och 50 sekunder (orkesterversion) och 2 minuter och 49 sekunder (körversion) plus minus några sekunder beroende på dirigentens musikaliska tolkning.
Marschen var ett av sex verk där Strauss återanvände musik från operetten Cagliostro in Wien:
- Cagliostro-Quadrille, Kadrilj, Opus 369
- Cagliostro-Walzer, Vals, Opus 370
- Hoch Österreich!, Marsch, Opus 371
- Bitte schön!, Polka-francaise, Opus 372
- Auf der Jagd, Polka-Schnell, Opus 373
- Licht und Schatten, Polkamazurka, Opus 374

## Weblänkar
- Hoch Österreich! (Orkesterversion) i Naxos-utgåvan.
- Hoch Österreich! (Körversion) i Naxos-utgåvan.